# 仁阿弥道八

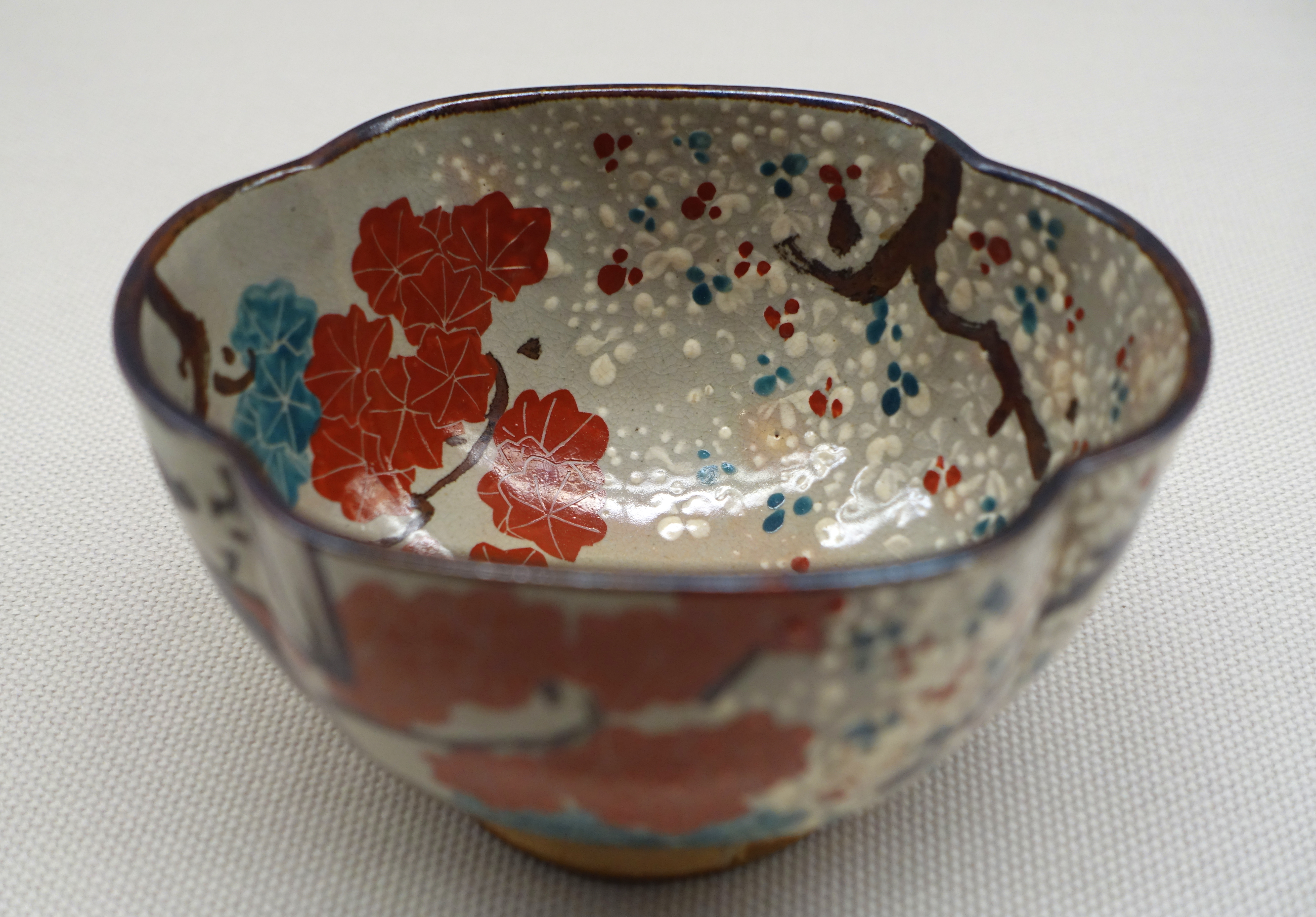
色絵桜楓文木瓜形鉢（いろえおうふうもんもっこうがたはち）東京国立博物館蔵

　二代高橋道八（仁阿弥道八）（にだい たかはし どうはち、にんなみ どうはち、天明三年（1783年） - 安政二年5月26日（1855年7月9日））は江戸時代中期から後期における京焼、御庭焼を代表する陶工、陶芸家の内の一人。あまりに優れた眼と技巧から天才陶工としての名声を獲得し、文献に記されている京都周辺の藩主、大名、豪商や寺院など以外にも各地の顧客へ調進していたと考えられている。十一代永楽善五郎(保全)、兄弟子である青木木米、弟である尾形周平と共に幕末京焼の名工として知られる。
　2014年には初めて仁阿弥道八を主とする大規模な展示がサントリー美術館にて行われた。

## 略伝
京都粟田口の陶工・初代高橋道八の次男・光時として生まれる。文化元年、初代高橋道八が亡くなったことにより窯を継ぎ、二代高橋道八を襲名し、文化八年には粟田口から五条坂に移り、三代高橋道八と共に作陶。文政九年（1826年）、四十四歳の時、仁和寺の宮様から「法橋」と「仁」（あるいは「仁阿」とも）の字を賜り、醍醐寺三宝院の宮様から「阿弥」の号を賜り、仁阿弥と号した。翌年、四十五歳の時には紀州徳川家十代治宝候に招かれ、息子である後の三代高橋道八、弟の尾形周平、および弟子を伴って赴き、紀州藩御庭焼（偕楽園焼）として作陶。（その他、高松藩御庭焼（賛窯）、薩摩藩御庭焼（磯御庭焼）、角倉家御庭焼（一方堂焼）、西本願寺御庭焼（露山焼）などに招かれ、陶磁器生産の発展に貢献している。）天保十三年（1842年）、家業を息子の光英（三代高橋道八）に譲り、伏見桃山に隠居して別窯を築き「桃山焼」として作陶を継続。安政二年五月二十六日没。享年七十三歳。
　幾らか現代の文章には仁阿弥道八は隠居後、「道翁」と名乗ったと書かれていることがあるが、仁阿弥道八の桃山焼として存在する皿の表には桃山の印が、裏には仁阿弥と彫銘してあり、また、明治三十三年には高木如水が、『三代高橋道八が伏見桃山に隠居した後に「道翁」と号した。』と記していることから、隠居名の「道翁」とは三代高橋道八であると考えられている。

## 作風
師は父・初代高橋道八、京都粟田口焼の老舗・雲林院宝山家の十一代宝山文蔵、また、中国陶磁風の作品を得意とした奥田頴川にも入門したと言われている。作風と言えど、中国陶磁風、色絵、楽焼、乾山写、仁清写など様々な様式、技法を駆使している為、仁阿弥道八と言っても一括りに出来ない。現在の研究では父・初代高橋道八が既に乾山風、楽焼、洒脱な染付など多様な様式で作陶していたことから、その影響が非常に大きいと考えられている。
　またこの時代特有とも言える周辺の陶工達の洒脱で自由な創造性は、時代背景から元禄文化の影響が大きいと考えられており、仁阿弥道八は写しの天才としての評価がある一方で、極めて洒脱なる独創的な創意工夫が存在する。その一つが色絵宇須女置物であるが、置物をひっくり返して底を見てみると着物の下には何も穿いておらず、手のひらで恥部を隠しているといった仕掛けである。このような遊びの概念はそれ以前の時代にはあまり見られなかった物である。また、乾山写に関しても多様なバリエーションがあり、乾山写と言っても仁阿弥道八独自の創意工夫が見られ、同じ物は一つと無いとされている。独自の創意工夫の一つとしては鉢をぐるりと回した際に景色が変化するような仕掛けが有名である。
　多種多様な形の茶道具、煎茶道具、食器や置物、また、様々な土や釉薬、そして様式や技法を用いて作陶していることで知られるが、その中でも人物や動物などを扱った彫塑的作品は近年極めて高く評価されており、ボストン美術館にも複数点所蔵されている。

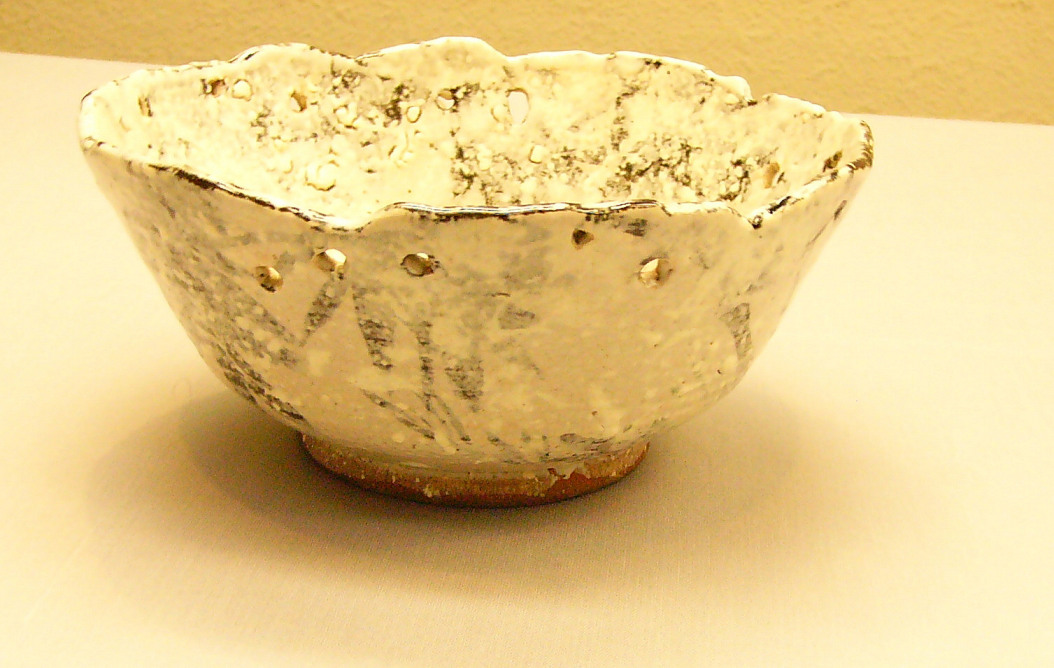
銹絵雪笹文大鉢 東京国立博物館蔵
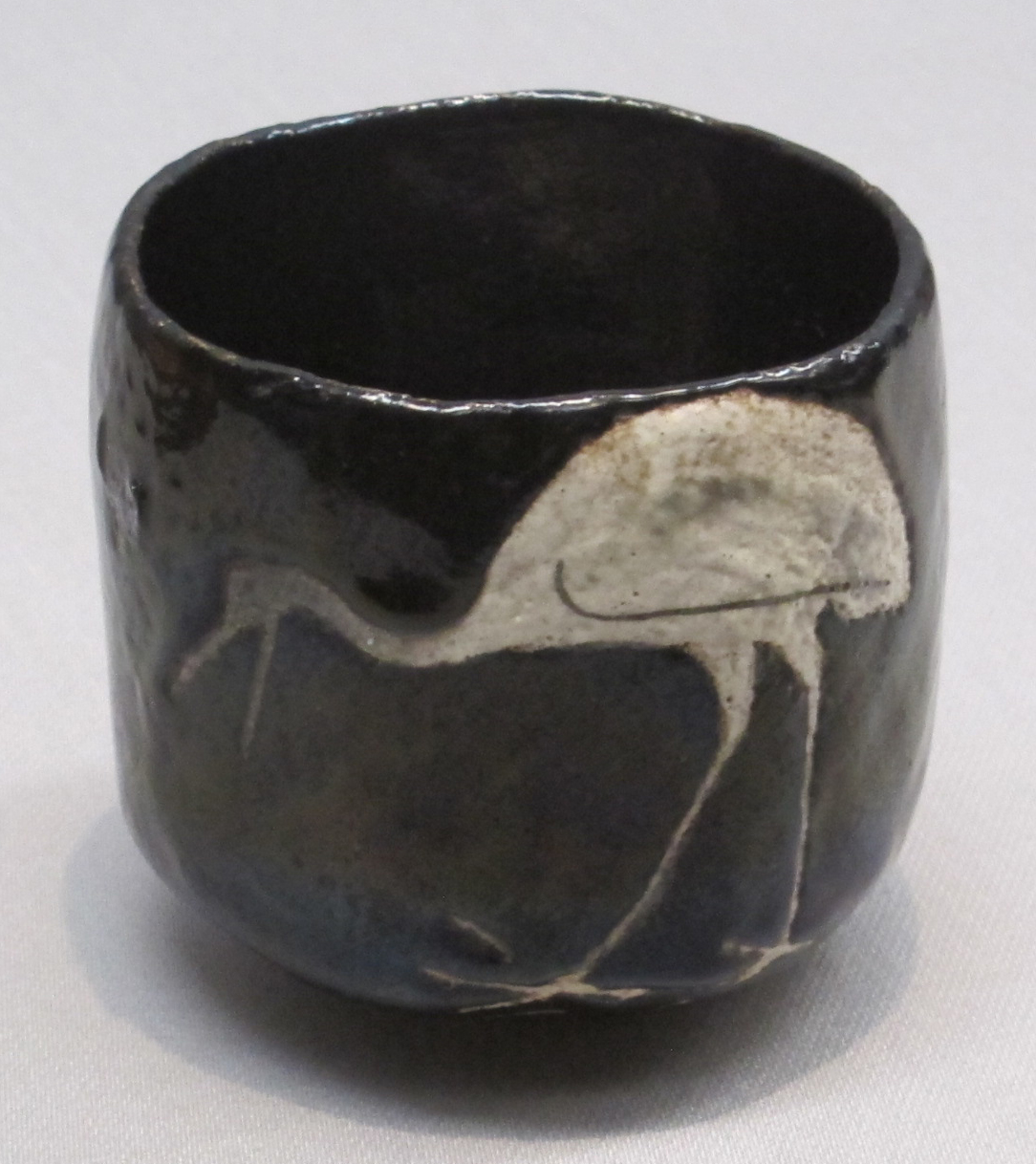
黒楽鶴亀文茶碗 東京国立博物館蔵
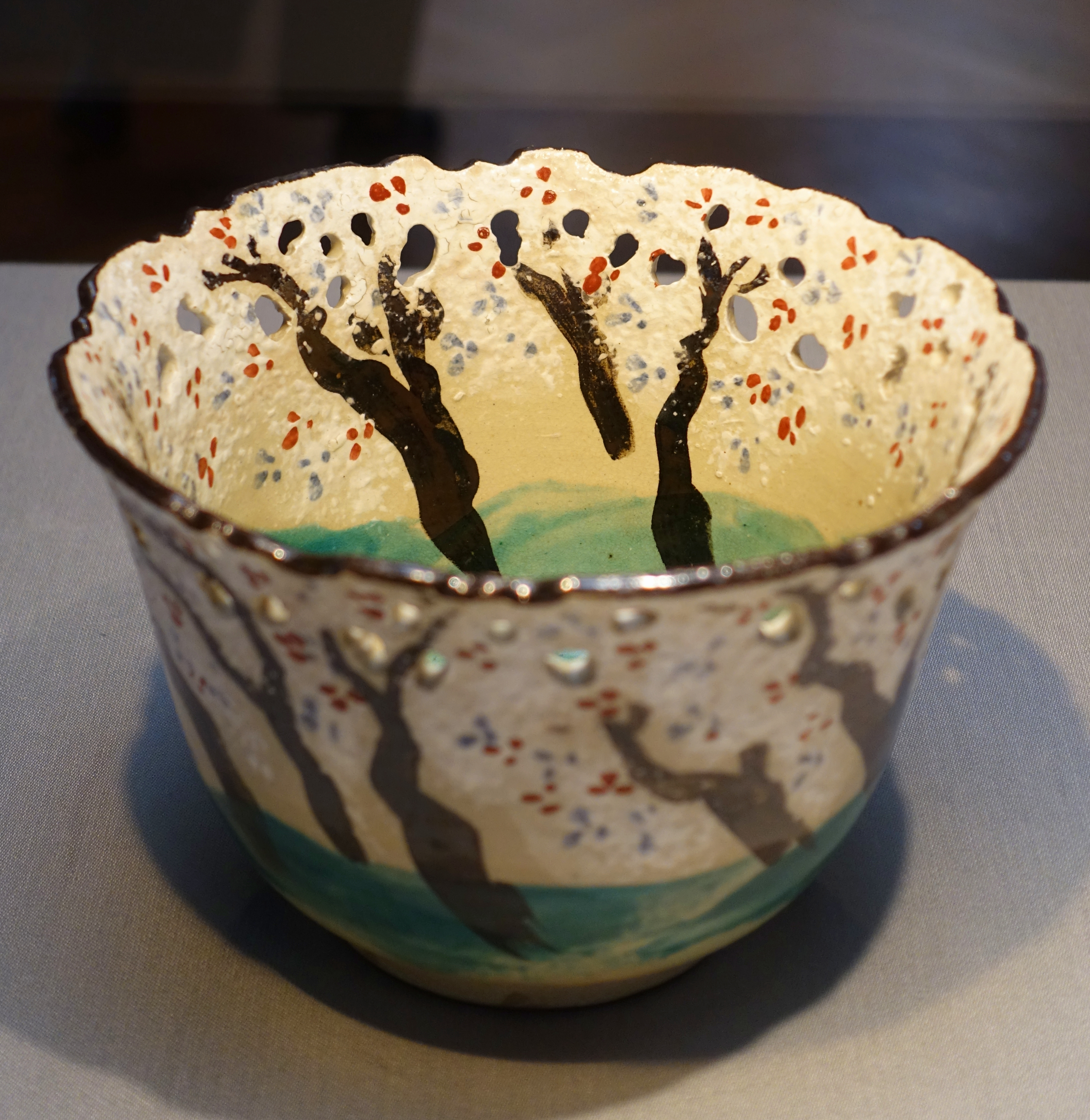
色絵桜樹文透鉢（いろえおうじゅもんすかしばち）東京国立博物館蔵